# Llista dels edificis més alts de San Diego

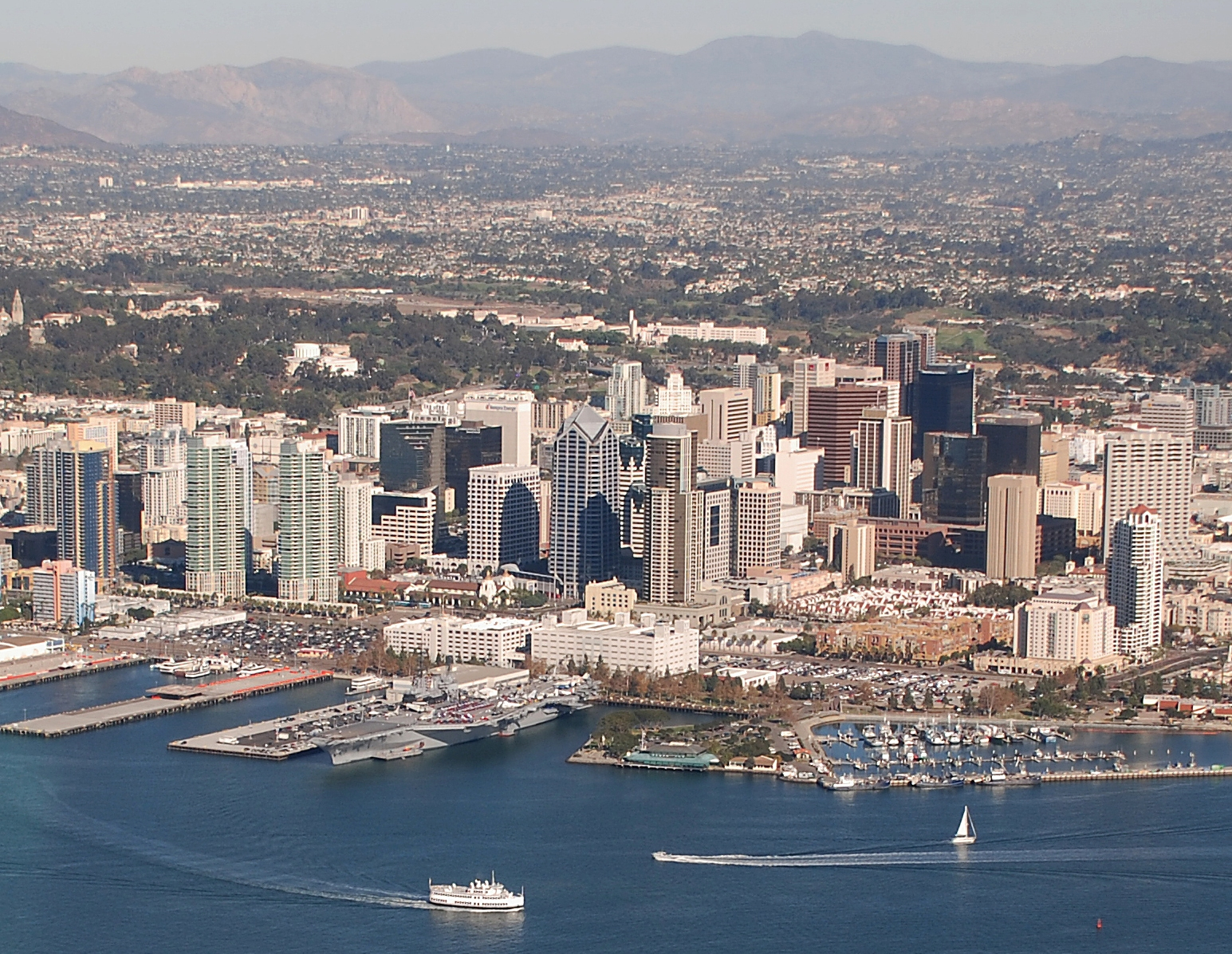
El centre de San Diego el novembre de 2008.

San Diego és la segona ciutat més gran de Califòrnia. Dins de la ciutat hi ha 29 edificis de més de 91 metres d'altitud (300 peus). En els anys 1970, l'Administració Federal d'Aviació (FAA) va començar a restringir l'altura dels nous edificis a 152 metres (500 peus) a causa de la proximitat de l'Aeroport Internacional De San Diego. El gratacel més alt de la ciutat és el One America Plaza de 34 nivells, completat el 1991, amb una altura de 152 metres (500 peus).
La història dels gratacels a San Diego s'inicia amb la construcció d'El Cortez Apartment Hotel el 1927. L'edifici, amb una altura de 134 m (440 peus), va ser el més alt de San Diego fins al 1963, quan l'Executive Complex amb els seus 107 m (350 peus) li va treure el lloc. L'edifici va perdre el seu lloc el 1969 en benefici de l'Edifici Union Bank of California, que va romandre com l'edifici més alt de la ciutat durant dues dècades. El 1989, les Torres Symphony van obtenir aquest lloc, abans de cedir-lo al One America Plaza. Durant els anys 90, la ciutat era comparada amb un "grapat d'eines escampades en una caixa" i amb una "boca sense dents". Les noves construccions durant els anys 90 i els anys 2000 van portar a la ciutat nous edificis, principalment d'apartaments.
A data de maig de 2009, de les ciutats amb gratacels de mitjana altura, San Diego era al lloc 55 del món, amb 181 edificis. Tanmateix, a causa de la restricció d'altura imposada per la FAA, cap edifici de San Diego no es troba dins del top 100 dels gratacels més alts dels Estats Units. A maig de 2009, la ciutat comptava amb més de 25 edificis que han estaven proposats, aprovats, o que es trobaven en construcció.
| «                                                            | «Jo crec que el nostre panorama urbà és una composició col·lectiva de molts edificis. No hem de tenir un símbol com l'Empire State Building o les Torres Petronas. Jo crec que el símbol és tot el centre». | » |
| — Garry Papers, gerent d'arquitectura i planejament del CCDC | |   |

## Gratacels més alts
Aquesta llista conté tots els gratacels a la ciutat de San Diego que tenen una altura mínima de 91 metres (300m peus), basat en els estàndards de mesurament. Això inclou agulles o pinacles i detalls arquitectònics, però no s'hi inclouen torres amb antenes.
| Posició | Nomb                               | Imatge                             | Altura peus (m) | Pisos | Any  | Coordenades                                            | Notes                                                                     |
| ------- | ---------------------------------- | ---------------------------------- | --------------- | ----- | ---- | ------------------------------------------------------ | ------------------------------------------------------------------------- |
| 1       | One America Plaza                  | One America Plaza                  | 500 (152)       | 34    | 1991 | 32° 42′ 57″ N, 117° 10′ 7″ O / 32.71583°N,117.16861°O  | Edifici més alt de la ciutat. Edifici més alt construït en els anys 1990. |
| 2       | Torres Symphony                    | Torres Symphony                    | 499 (152)       | 34    | 1989 | 32° 43′ 6″ N, 117° 9′ 28″ O / 32.71833°N,117.15778°O   | Edifici més alt construït en els anys 1980.                               |
| 3       | Manchester Grand Hyatt Hotel       | Manchester Grand Hyatt Hotel       | 497 (151)       | 40    | 1992 | 32° 42′ 34″ N, 117° 10′ 4″ O / 32.70944°N,117.16778°O  | Edifici més alt situat a la costa de la Costa Oest.                       |
| 4       | Electra                            | Electra                            | 475 (145)       | 43    | 2007 | 32° 42′ 53″ N, 117° 10′ 10″ O / 32.71472°N,117.16944°O | Torre residencial més alta de San Diego.                                  |
| 5=      | Emerald Plaza                      | Emerald Plaza                      | 450 (137)       | 30    | 1990 | 32° 42′ 58″ N, 117° 10′ 1″ O / 32.71611°N,117.16694°O  | [ 14 ] [ 15 ]                                                             |
| 5=      | The Pinnacle Museum Tower          | The Pinnacle Museum Tower          | 450 (137)       | 36    | 2005 | 32° 42′ 39″ N, 117° 9′ 54″ O / 32.71083°N,117.16500°O  | [ 16 ] [ 17 ]                                                             |
| 7       | Manchester Grand Hyatt Seaport     | Manchester Grand Hyatt Seaport     | 446 (136)       | 34    | 2003 | 32° 42′ 37″ N, 117° 10′ 6″ O / 32.71028°N,117.16833°O  | [ 18 ] [ 19 ]                                                             |
| 8=      | Harbor Club West                   | Harbor Club West                   | 424 (129)       | 41    | 1992 | 32° 42′ 32″ N, 117° 9′ 46″ O / 32.70889°N,117.16278°O  | [ 20 ] [ 21 ]                                                             |
| 8=      | Harbor Club East                   | Harbor Club East                   | 424 (129)       | 41    | 1992 | 32° 42′ 31″ N, 117° 9′ 44″ O / 32.70861°N,117.16222°O  | [ 22 ] [ 23 ]                                                             |
| 10=     | The Grande South at Santa Fe Place | The Grande South at Santa Fe Place | 420 (128)       | 39    | 2004 | 32° 43′ 2″ N, 117° 10′ 13″ O / 32.71722°N,117.17028°O  | [ 24 ] [ 25 ]                                                             |
| 10=     | The Grande North at Santa Fe Place | The Grande North at Santa Fe Place | 420 (128)       | 39    | 2005 | 32° 43′ 5″ N, 117° 10′ 13″ O / 32.71806°N,117.17028°O  | [ 26 ] [ 27 ]                                                             |
| 10=     | Vantage Pointe Condominium         | Vantage Pointe Condominium         | 420 (128)       | 41    | 2009 | 32° 43′ 6″ N, 117° 9′ 21″ O / 32.71833°N,117.15583°O   | [ 28 ] [ 29 ]                                                             |
| 13      | Advanced Equities Plaza            | Advanced Equities Plaza            | 412 (126)       | 23    | 2005 | 32° 42′ 55″ N, 117° 10′ 7″ O / 32.71528°N,117.16861°O  | També conegut com Broadway 655.                                           |
| 14      | Union Bank of California Building  | Union Bank of California Building  | 388 (118)       | 27    | 1969 | 32° 43′ 2″ N, 117° 9′ 35″ O / 32.71722°N,117.15972°O   | Edifici més alt construït en els anys 1960 segon                          |
| 15=     | Omni San Diego Hotel               | Omni San Diego Hotel               | 385 (117)       | 34    | 2004 | 32° 42′ 24″ N, 117° 9′ 32″ O / 32.70667°N,117.15889°O  | [ 34 ] [ 35 ] [ 36 ]                                                      |
| 15=     | Hilton San Diego Bayfront          | Hilton San Diego Bayfront          | 385 (117)       | 32    | 2008 | 32° 42′ 11″ N, 117° 9′ 31″ O / 32.70306°N,117.15861°O  | [ 37 ] [ 38 ]                                                             |
| 17      | The Mark                           | The Mark                           | 381 (116)       | 33    | 2007 | 32° 42′ 40″ N, 117° 9′ 25″ O / 32.71111°N,117.15694°O  | [ 39 ] [ 40 ]                                                             |
| 18      | Sapphire Tower                     | Sapphire Tower                     | 380 (116)       | 32    | 2008 | 32° 43′ 6″ N, 117° 10′ 10″ O / 32.71833°N,117.16944°O  | [ 41 ] [ 42 ]                                                             |
| 19      | First National Bank Center         | First National Bank Center         | 379 (116)       | 27    | 1982 | 32° 43′ 5″ N, 117° 10′ 1″ O / 32.71806°N,117.16694°O   | [ 43 ] [ 44 ]                                                             |
| 20      | Meridian Condominiums              | Meridian Condominiums              | 371 (113)       | 28    | 1985 | 32° 42′ 47″ N, 117° 9′ 54″ O / 32.71306°N,117.16500°O  | [ 45 ] [ 46 ]                                                             |
| 21=     | Marriott Hotel i Marina Tower I    | Marriott Hotel i Marina Tower I    | 361 (110)       | 24    | 1987 | 32° 42′ 28″ N, 117° 9′ 54″ O / 32.70778°N,117.16500°O  | [ 47 ] [ 48 ]                                                             |
| 21=     | Marriott Hotel i Marina Tower II   | Marriott Hotel i Marina Tower II   | 361 (110)       | 24    | 1987 | 32° 42′ 30″ N, 117° 9′ 57″ O / 32.70833°N,117.16583°O  | [ 49 ] [ 50 ]                                                             |
| 23      | Imperial Bank Tower                | Imperial Bank Tower                | 355 (108)       | 24    | 1982 | 32° 43′ 2″ N, 117° 9′ 28″ O / 32.71722°N,117.15778°O   | [ 51 ] [ 52 ]                                                             |
| 24      | Executive Complex                  | Executive Complex                  | 350 (107)       | 25    | 1963 | 32° 42′ 57″ N, 117° 9′ 47″ O / 32.71583°N,117.16306°O  | També conegut com 101 West Broadway.                                      |
| 25      | Edifici AT&T                       | Edifici AT&T                       | 348 (106)       | 20    | 1982 | 32° 42′ 54″ N, 117° 9′ 51″ O / 32.71500°N,117.16417°O  | També conegut com 101 West Broadway.                                      |
| 26      | Comerica Bank Building             | Comerica Bank Building             | 339 (103)       | 23    | 1974 | 32° 43′ 5″ N, 117° 9′ 31″ O / 32.71806°N,117.15861°O   | Edifici més alt construït en els anys 1970.                               |
| 27      | Wells Fargo Plaza                  | Wells Fargo Plaza                  | 331 (101)       | 23    | 1984 | 32° 43′ 2″ N, 117° 9′ 38″ O / 32.71722°N,117.16056°O   | [ 59 ] [ 60 ]                                                             |
| 28      | El Cortez Apartment Hotel          | El Cortez Apartment Hotel          | 310 (94)        | 16    | 1927 | 32° 43′ 12″ N, 117° 9′ 29″ O / 32.72000°N,117.15806°O  | Edifici més alt a San Diego fins a 1963.                                  |
| 29      | Edifici NBC                        | Edifici NBC                        | 306 (93)        | 22    | 1975 | 32° 42′ 54″ N, 117° 9′ 44″ O / 32.71500°N,117.16222°O  | [ 63 ] [ 64 ]                                                             |

## Edificis en construcció, aprovats i proposats

### En construcció
Aquesta llista mostra tots els edificis que són en construcció i planejats d'almenys 91 m (300 peus) a la ciutat de San Diego. Els edificis que ja van arribar al límit també estan inclosos.
| Nom                       | Imatge                    | Altura Peus (m)* | Pisos | Any             | Coordenades                                            | Notes                                                              |
| ------------------------- | ------------------------- | ---------------- | ----- | --------------- | ------------------------------------------------------ | ------------------------------------------------------------------ |
| Bayside at the Embarcador | Bayside at the Embarcador | 395 (120)        | 36    | Finals de 2009  | 32° 43′ 9″ N, 117° 10′ 14″ O / 32.71917°N,117.17056°O  | [ 65 ] [ 66 ]                                                      |
| 880 West Broadway         |                           | 470 (143)        | 34    | 2010            | 32° 42′ 57″ N, 117° 10′ 13″ O / 32.71583°N,117.17028°O | [ 67 ]                                                             |
| Strata                    | Strata                    |                  | 23    | 2010            | 32° 42′ 40″ N, 117° 9′ 21″ O / 32.71111°N,117.15583°O  | [ 68 ]                                                             |
| Cort Federal dels EUA     |                           | 333 (101)        | 16    | Octubre de 2012 | 32° 42′ 54″ N, 117° 9′ 57″ O / 32.71500°N,117.16583°O  | Construcció iniciada el maig de 2009. Cost total de $368.7 milions |

* La taula sense text significa que la informació sobre l'altura dels edificis, inauguració o pisos encara no s'ha revelat.

### Aprovats
Aquesta llista inclou a tots els edificis que estan aprovats d'almenys 91 m (300 peus) a la ciutat de San Diego.
| Nom                           | Altura Peus (m)* | Pisos | Any  | Notes                |
| ----------------------------- | ---------------- | ----- | ---- | -------------------- |
| Library Tower                 | 478 (146)        | 43    |      | [ 72 ] [ 73 ] [ 74 ] |
| One Santa Fe Place            | 440 (134)        | 26    |      | [ 75 ]               |
| 15 th and Island Tower 1      | 430 (131)        | 39    | 2009 | [ 76 ] [ 77 ]        |
| Pacific Highway at E          | 425 (130)        | 37    | 2009 | [ 78 ]               |
| La Jolla Commons Condominiums | 377 (115)        | 30    |      | [ 79 ]               |
| Two Santa Fe Place            | 322 (98)         | 20    |      | [ 80 ]               |

* La taula sense text significa que la informació sobre l'altura dels edificis, inauguració o pisos encara no s'ha revelat.

### Proposats
Aquesta és una llista de tots els edificis que estan planejats o proposats d'almenys 91 m (300 peus) a la ciutat de San Diego.
| Nom                     | Altura Peus (m)* | Pisos | Notes  |
| ----------------------- | ---------------- | ----- | ------ |
| Torre Shapery Lotus     | 500 (152)        | 40    | [ 81 ] |
| Riviera Condominiums    | 500 (152)        | 38    | [ 82 ] |
| Grigio                  | 500 (152)        | 40    | [ 83 ] |
| Cosmopolitan Square     | 478 (146)        | 39    | [ 84 ] |
| 16th & G Gateway        | 449 (136)        | 35    | [ 85 ] |
| Kettner and Ash         | 415 (126)        | 35    | [ 86 ] |
| Mondrian                | 411 (125)        | 42    | [ 87 ] |
| Monaco                  | 410 (124)        | 38    | [ 88 ] |
| 15th and Island Tower 2 | 370 (113)        | 31    | [ 89 ] |
| 445 West Ash            | 362 (110)        | 32    | [ 90 ] |
| Marriott City Tower     | 330 (101)        | 30    | [ 91 ] |
| Pacific Pointe 2        | 315 (96)         | 34    | [ 92 ] |
| Pacific Pointe 1        | 315 (96)         | 34    | [ 93 ] |
| -india and Beech        | 312 (95)         | 28    | [ 94 ] |
| 16th & Broadway Tower   | 307 (94)         | 31    | [ 95 ] |
| First and Island        |                  | 38    | [ 96 ] |

* La taula sense text significa que la informació sobre l'altura dels edificis, inauguració o pisos encara no s'ha revelat.

## Cronologia dels edificis més alts
Aquesta llista comprèn als edificis més alts de San Diego ordenats en ordre cronològic.
| Nom                              | Imatge                            | Altura Peus (m) | Pisos | Anys com el més alt | Coordenades                                           | Referència    |
| -------------------------------- | --------------------------------- | --------------- | ----- | ------------------- | ----------------------------------------------------- | ------------- |
| El Cortez Apartment Hotel        | El Cortez Apartment Hotel         | 310 (94)        | 16    | 1927-1963           | 32° 43′ 12″ N, 117° 9′ 29″ O / 32.72000°N,117.15806°O | [ 61 ] [ 62 ] |
| Executive Complex                | Executive Complex                 | 350 (107)       | 25    | 1963-1969           | 32° 42′ 57″ N, 117° 9′ 47″ O / 32.71583°N,117.16306°O | [ 53 ] [ 54 ] |
| Edifici Union Bank Of California | Union Bank of California Building | 388 (118)       | 27    | 1969-1989           | 32° 43′ 2″ N, 117° 9′ 35″ O / 32.71722°N,117.15972°O  | [ 32 ] [ 33 ] |
| Torres Symphony                  | Torres Symphony                   | 499 (152)       | 34    | 1989-1991           | 32° 43′ 6″ N, 117° 9′ 28″ O / 32.71833°N,117.15778°O  | [ 8 ] [ 9 ]   |
| One America Plaza                | One America Plaza                 | 500 (152)       | 34    | 1991-present        | 32° 42′ 57″ N, 117° 10′ 7″ O / 32.71583°N,117.16861°O | [ 3 ] [ 7 ]   |